# Росса (Граубюнден)
Росса (нем. Rossa GR) — коммуна в Швейцарии, в кантоне Граубюнден. 
Входит в состав округа Моэза. Население коммуны составляет 125 человек (на 31 декабря 2013 года). Официальный код  —  3808.

## Достопримечательности
В коммуне расположены две католические церкви. В окрестностях множество туристических маршрутов.

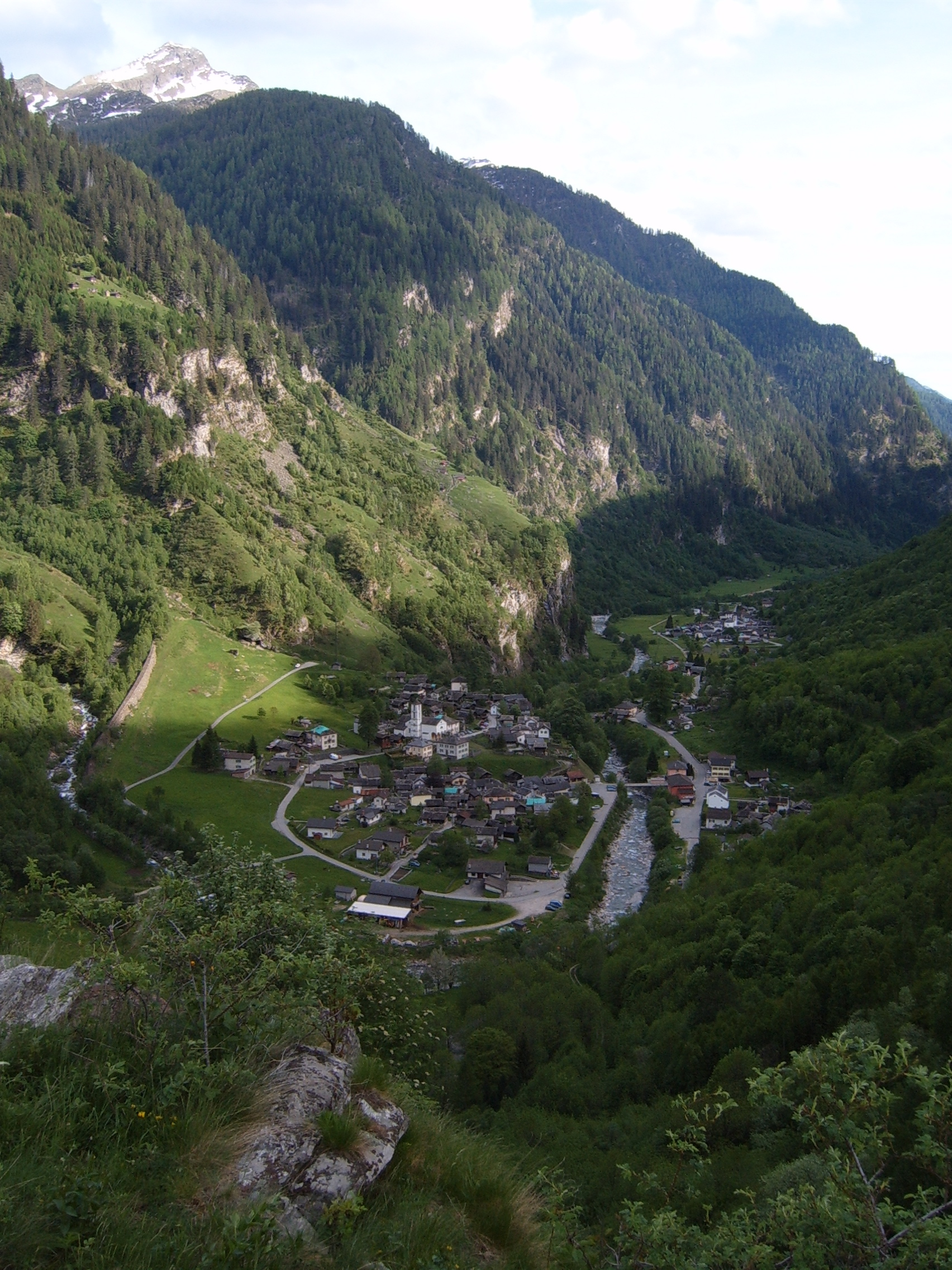
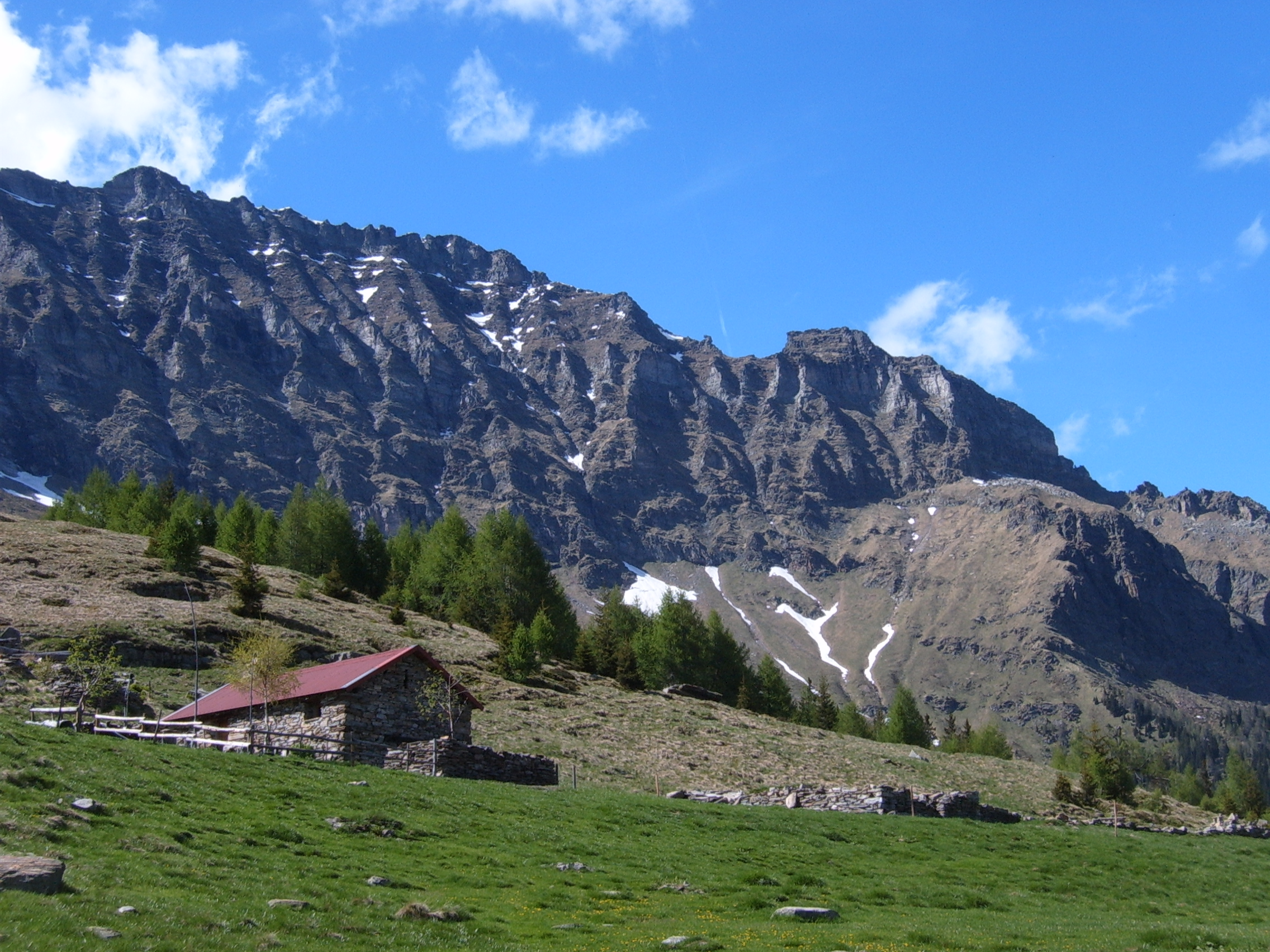
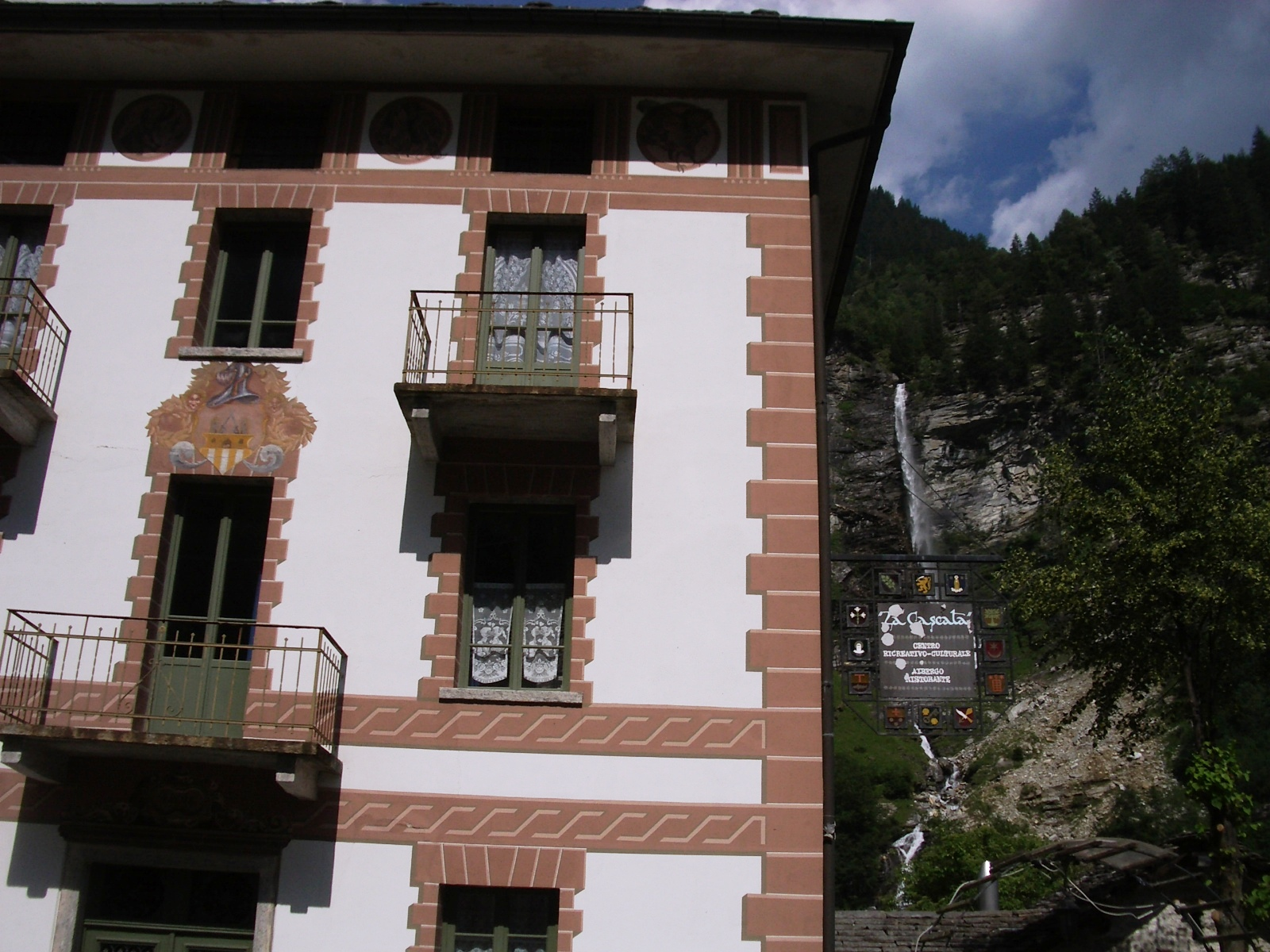